# Ігнатій Богоносець

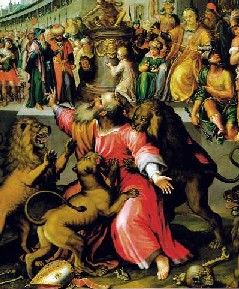
Мучеництво святого Ігнатія

Ігна́тій Богоно́сець або Ігнатій Антіохійський (грец. Ιγνάτιος ο Θεοφόρος, 35, Сирія — 107, Рим) — один з перших отців Церкви, єпископ Антіохії, учень апостола Івана Богослова, святий, мученик.
Св. Євангеліє від Матфея 18.1-6.Підійшли до Ісуса тоді Його учні, питаючи: Хто найбільший у Царстві Небеснім? Він же дитину покликав, і поставив її серед них, та й сказав: Поправді кажу вам: коли не навернетесь, і не станете, як ті діти, не ввійдете в Царство Небесне! Отже, хто впокориться, як дитина оця, той найбільший у Царстві Небеснім. І хто прийме таку дитину одну в Моє Ймення, той приймає Мене. Хто ж спокусить одне з цих малих, що вірують в Мене, то краще б такому було, коли б жорно млинове на шию йому почепити, і його потопити в морській глибині…
Саме ця дитина, котру поставив Господь перед апостолами і був святий Ігнатій.
Святий Ігнатій Богоносець був учнем св. Івана Богослова. Згодом він став єпископом Антіохії і, як добрий пастир, впродовж 40 літ підтримував дух свого стада в час переслідування християн. За правління імператора Траяна його ув'язнили і повезли до Рима на суд. Під час довгої подорожі Ігнатій укріпляв місцевих християн у правдах святої віри. Тоді ж він написав сім листів до різних церковних громад. Саме Ігнатій Богоносець у листі до вірних міста Смірна в Малій Азії вперше використав вислів «Вселенська Церква».
Коли християни Рима намагалися визволити Ігнатія від смерті, він сказав їм: «... ніщо мені не в радість — ні зриме, ні незриме, тільки б зустріти Ісуса Христа. Нехай вогонь, і хрест, і зграя звірів; нехай розкидають мої кістки, відрубають члени, змолотять в порох все тіло; нехай прийдуть на мене муки диявола — тільки б зустріти Ісуса Христа». Помер Ігнатій мученицькою смертю 107 року в Римі, а його святі мощі перенесено в Антіохію.

## Мученицька смерть Святого Ігнатія
Св. Ігнатій Богоносець загинув мученицькою смертю в Римі за імператора Траяна, який наказав кинути його на розтерзання звірам. Вірні позбирали кості св. Ігнатія і поховали у Римі. Згодом святі мощі відіслали до Антіохії, де їх поховали у храмі на дафнійському передмісті. У 450 році святі мощі перенесли до нової церкви, збудованої на місці зруйнованої поганської богині Фортуни. Мощі св. Ігнатія прославилися численними чудами. У середині VII ст. їх перенесли до Рима в церкву св. Папи Климента.
- 20 грудня — Святого Ігнатія
- 29 січня — перенесення чесних мощей св. свящмуч. Ігнатія Богоносця.

## Джерело
- Український церковний календар УГКЦ